# 稲毛新聞

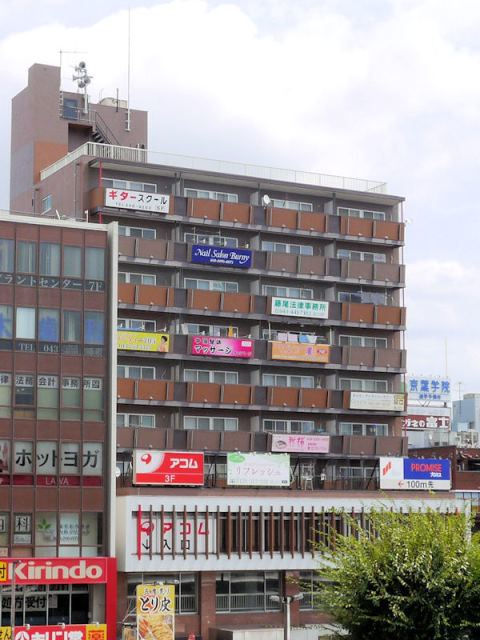
稲毛新聞社が入居する大越ビル

稲毛新聞（いなげしんぶん）は千葉市の政治経済情報やニュース、お店紹介、イベント情報などを伝える月刊の情報紙。千葉市稲毛区、美浜区、中央区を中心に若葉区、花見川区、緑区の一部に無料でポスティング配布。ポスティングエリア外地域に居住する購読希望読者には年間3,000円の購読料にて郵送される。創刊号以後の殆どの記事と2003年4月号以降の全ての記事が公式サイトにて無料で公開されている。

## 歴史
- 1996年（平成8年）9月、佐藤正成が大手新聞社を退職後、稲毛新聞社を起業[3][4]。22日、稲毛新聞創刊号を発行[4]。
- 1998年（平成10年）10月、「不可解な地銀の手数料」報道で社団法人全国地方新聞協会が主催するJLNAブロンズ賞の佳作賞を受賞[5]。
- 2000年（平成12年）10月、「医療を金で食い物にするコムスン」報道で社団法人全国地方新聞協会が主催するJLNAブロンズ賞の優秀賞を受賞[6]。
- 2003年（平成15年）4月、事業を株式会社千葉新聞社 (2代目)に移管、千葉市中央区新宿に中央支局を開局、題名を稲毛新聞からちばニュースに改名[7]。
- 2004年（平成16年）2月、事業を稲毛新聞社に返還、中央支局閉局、題名をちばニュースから稲毛新聞に改名[8]。
- 2009年（平成21年）9月、千葉市議会議長である自民党の小梛輝信議長と共謀し、建築会社を恐喝した疑いで家宅捜査をうける[9]。稲毛新聞社は、不当な家宅捜査だと非難[10]。
- 2021年（令和3年）4月、佐藤正成の死去に伴い佐藤節子が社長に就任[11]。

## 紙面・論調
創業者の佐藤正成の主張は保守的であり、概ね革新政党、革新系メディア、国際連合、日教組に批判的であった。戦争が出来る自衛隊は本来であれば違憲だ、矛盾している日本国憲法だからこそ改正すべきと主張はしているが、それ以前に議員定数や議員報酬、公務員の報酬削減と優先すべきものがあるとしていた。熊谷俊人千葉市長に批判的で、「これでよいか？熊谷市政」など特集を組むなどし問題を取り上げていたが、2021年に佐藤正成が死去後、新体制にて発行された25周年記念号において千葉県知事になっていた同氏に独占単独インタビューを敢行、雪解けムードとなった。以後、千葉市長、市議会議員、県議会議員や企業トップ、有名人などへのインタビュー記事を積極的に掲載、政治的論調を主張する記事は減り、地域のニュースや情報を中心に幅広い世代の読者に有益な内容へと変わっている。

## 不祥事
- 2009年5月、千葉市議会議長である自民党の小梛輝信議長が、4月頃に建設会社に暴力団の名刺を見せびらかし金銭を要求、「近隣対策がなっていないことを新聞に書かせるぞ」恐喝した、その一ヶ月後の稲毛新聞に「建設会社が強引に着工」という記事があり、小梛輝信議長との関係が疑われ稲毛新聞は家宅捜査をうける[9]。稲毛新聞は、不当な家宅捜索に抗議する、恐喝未遂事件と一切無関係だと主張し、また小梛輝信議長の話が記事に記載されていたのは偶然で、金銭の話は建築会社の方が出してきて、会話を録音して小梛輝信議長に恐喝されたかのように装い、さらに本紙を巻き込んできたのだと主張した[12]。
- 2021年4月2日発行の紙面において、同性結婚や性的少数者を揶揄する内容の4コマ漫画を掲載し、読者やインターネット上において、多数の批判を受けた。稲毛新聞は同社ホームページ上において謝罪すると共に漫画を当分の間休載にすることを明らかにした[13]。

## 掲載四コマ漫画
- セイギくん（ジョージマ・ヒトシ）[14]
- イズミ(漫画家)（本多奈津子）[15]

## 批評
熊谷千葉市長は、稲毛新聞を玉石混合のメディアだから内容には注意すべきとTwitterで批難をした。